# Владан
Владан  је српско-хрватско мушко име, краћи облик словенских дитематских имена са елементом влад у значењу „владати, владар“. У српском друштву сведочан је још од средњег века. Од имена је изведено патронимско презиме Владановић. Облици женског рода су Владана и Владанка.
Познати са овим именом су:
- Владан Батић (1949–2010), српски политичар и државник
- Владан Десница (1905–1967), југословенски писац
- Владан Ђогатовић (рођен 1984), српски фудбалер
- Владан Ђорђевић (1844–1930), српски политичар и државник
- Владан Грујић (рођен 1981), босански фудбалер
- Владан Лукић (рођен 1970), српски фудбалер
- Владан Матић (рођен 1970), српски рукометаш
- Владан Павловић (рођен 1984), српски фудбалер
- Владан Радача (рођен 1955), српски тренер и бивши фудбалер
- Владан Савић (рођен 1979), црногорски фудбалер
- Владан Спасојевић (рођен 1980), српски фудбалер
- Владан Вукосављевић (вишезначна одредница), неколико особа
- Владан Живковић (1941–2022), српски глумац